# Tupaide
Tupaidele (Tupaiidae) sau tupaia este o familie de mamifere diurne, asemănătoare cu veverițele și pârșii. În clasificările mai vechi tupaidele erau așezate în ordinul insectivorelor, apoi în ordinul primatelor, dar în prezent sunt incluse în ordinul Scandentia.  Prin unele caractere oferite de craniu, de mușchii feței și mai ales prin dentiție, tupaidele se aseamănă foarte mult cu lemurienii dintre primate. Ele reprezintă o punte de legătură între insectivore și primate.
Tupaidele au un bot conic alungit. Corpul este zvelt, coadă lungă și acoperită în întregime cu păr, uneori lung și stufos. Picioarele au aproximativ aceeași lungime, sunt pentadactile și prevăzute cu gheare încovoiate. Primul deget nu este opozabil. Urechile externe sunt scurte sau de lungime mijlocie. Părul este des, potrivit de lung și moale. Dentiția lor definitivă are următoarea formulă:  2•1•3•3/3•1•3•3  = 38. Măselele superioare au crestele în formă de W, caninii superiori sunt foarte mici, iar incisivii sunt puternici.
Tupaidele sunt răspândite în pădurile din Asia de Sud-Est: India, Birmania, Sumatra, Borneo și unele zone adiacente din Filipine. Duc o viață arboricolă. Hrana și-o caută și pe sol și uneori în arbori și este compusă mai ales din insecte, dar și din ouă, fructe, larve. Nu a fost observată o sezonalitate în reproducere. Gestația durează 46-56 zile. Numărul de pui născuți este de obicei de la 1-2 la 4.

## Sistematica
Familia Tupaide conține 19 specii actuale repartizate în 4 genuri: 
- Ordenul: Scandentia
  - Familia Tupaiidae
    - Genul Anathana
      - Anathana ellioti

    - Genul Dendrogale
      - Dendrogale melanura
      - Dendrogale murina

    - Genul Tupaia
      - Tupaia belangeri
      - Tupaia chrysogaster
      - Tupaia dorsalis
      - Tupaia glis
      - Tupaia gracilis
      - Tupaia javanica
      - Tupaia longipes
      - Tupaia minor
      - Tupaia moellendorffi
      - Tupaia montana
      - Tupaia nicobarica
      - Tupaia palawanensis
      - Tupaia picta
      - Tupaia splendidula
      - Tupaia tana - Tana

    - Genul Urogale
      - Urogale evereti